# Lukáš Sadílek
Lukáš Sadílek (Uherský Ostroh, 23 maggio 1996) è un calciatore ceco, centrocampista dello Sparta Praga.

## Caratteristiche tecniche
È un mediano.

## Carriera

### Club
Ha giocato nella prima divisione ceca.

### Nazionale
Ha giocato nelle nazionali giovanili ceche Under-17 ed Under-19.
Con la nazionale Under-21 ceca ha preso parte a un incontro di qualificazione al Campionato europeo di calcio Under-21 2019.
Il 17 giugno 2023 esordisce in nazionale maggiore subentrando nel finale della sfida vinta in casa delle Fær Øer (0-3).

## Statistiche

### Presenze e reti nei club
Statistiche aggiornate al 5 Settembre 2018.
| Stagione        | Squadra         | Campionato      | Campionato | Campionato | Coppe nazionali | Coppe nazionali | Coppe nazionali | Coppe continentali | Coppe continentali | Coppe continentali | Altre coppe | Altre coppe | Altre coppe | Totale | Totale | Totale |
| Stagione        | Squadra         | Comp            | Pres       | Reti       | Comp            | Pres            | Reti            | Comp               | Pres               | Reti               | Comp        | Pres        | Reti        | Pres   | Reti   |        |
| --------------- | --------------- | --------------- | ---------- | ---------- | --------------- | --------------- | --------------- | ------------------ | ------------------ | ------------------ | ----------- | ----------- | ----------- | ------ | ------ | ------ |
| 2014–2015       | Slovácko        | 1L              | 3          | 0          | CRC             | 2               | 0               |                    | -                  | -                  |             | -           | -           | 5      | 0      |        |
| 2015–2016       | Slovácko        | 1L              | 17         | 0          | CRC             | 0               | 0               |                    | -                  | -                  |             | -           | -           | 17     | 0      |        |
| 2016–2017       | Baník Sokolov   | FNL             | 28         | 2          | CRC             | 0               | 0               |                    | -                  | -                  |             | -           | -           | 28     | 2      |        |
| 2017–2018       | Slovácko        | 1L              | 26         | 1          | CRC             | 3               | 1               |                    | -                  | -                  |             | -           | -           | 29     | 2      |        |
| 2018–2019       | Slovácko        | 1L              | 24         | 5          | CRC             | 1               | 0               |                    | -                  | -                  |             | -           | -           | 25     | 5      |        |
| 2019–2020       | Slovácko        | 1L              | 23         | 1          | CRC             | 4               | 3               |                    | -                  | -                  |             | -           | -           | 27     | 4      |        |
| 2020–2021       | Slovácko        | 1L              | 34         | 6          | CRC             | 2               | 0               |                    | -                  | -                  |             | -           | -           | 36     | 6      |        |
| 2021–2022       | Slovácko        | 1L              | 34         | 3          | CRC             | 5               | 0               | UECL               | 2                  | 0                  |             | -           | -           | 41     | 3      |        |
| Totale Slovácko | Totale Slovácko | Totale Slovácko | 161        | 16         |                 | 17              | 4               |                    | 2                  | 0                  |             | -           | -           | 180    | 20     |        |
| 2022-2023       | Sparta Praga    | 1L              | 34         | 3          | CRC             | 4               | 1               | UECL               | 2                  | 0                  |             | -           | -           | 40     | 4      |        |
| Totale carriera | Totale carriera | Totale carriera | 223        | 21         |                 | 21              | 5               |                    | 4                  | 0                  |             | -           | -           | 248    | 26     |        |

### Cronologia presenze e reti in nazionale
| Cronologia completa delle presenze e delle reti in nazionale ― Rep. Ceca | Cronologia completa delle presenze e delle reti in nazionale ― Rep. Ceca | Cronologia completa delle presenze e delle reti in nazionale ― Rep. Ceca | Cronologia completa delle presenze e delle reti in nazionale ― Rep. Ceca | Cronologia completa delle presenze e delle reti in nazionale ― Rep. Ceca | Cronologia completa delle presenze e delle reti in nazionale ― Rep. Ceca | Cronologia completa delle presenze e delle reti in nazionale ― Rep. Ceca | Cronologia completa delle presenze e delle reti in nazionale ― Rep. Ceca |
| Data                                                                     | Città                                                                    | In casa                                                                  | Risultato                                                                | Ospiti                                                                   | Competizione                                                             | Reti                                                                     | Note                                                                     |
| ------------------------------------------------------------------------ | ------------------------------------------------------------------------ | ------------------------------------------------------------------------ | ------------------------------------------------------------------------ | ------------------------------------------------------------------------ | ------------------------------------------------------------------------ | ------------------------------------------------------------------------ | ------------------------------------------------------------------------ |
| 17-6-2023                                                                | Tórshavn                                                                 | Fær Øer                                                                  | 0 – 3                                                                    | Rep. Ceca                                                                | Qual. Euro 2024                                                          | -                                                                        | 89’                                                                      |
| 20-6-2023                                                                | Podgorica                                                                | Montenegro                                                               | 1 – 4                                                                    | Rep. Ceca                                                                | Amichevole                                                               | -                                                                        | 76’                                                                      |
| 10-9-2023                                                                | Budapest                                                                 | Ungheria                                                                 | 1 – 1                                                                    | Rep. Ceca                                                                | Amichevole                                                               | -                                                                        | 83’                                                                      |
| Totale                                                                   |                                                                          | Presenze                                                                 | 3                                                                        |                                                                          | Reti                                                                     | 0                                                                        |                                                                          |

## Palmarès

### Club

#### Competizioni nazionali
- Campionato ceco: 2

Sparta Praga: 2022-2023, 2023-2024
- Coppa della Repubblica Ceca: 1

Sparta Praga: 2023-2024